# Edda I: Schepping
Edda Deel 1: De schepping van de Aarde is een compositie van de IJslander Jón Leifs. Ze is geschreven voor tenor, bas, koor en symfonieorkest. Een jaar van compositie is niet aan te geven. Jón heeft er talloze jaren aan gewerkt.

## Geschiedenis
Jón begon aan dit oratorium in het najaar van 1930. Hij begon met het schrijven van het libretto gebaseerd op de teksten van het Völuspá. Het werk dijde maar uit en uit; in 1932 was hij klaar met de tekst ,maar kon niet verder vanwege een moeilijke financiële situatie. Hij schreef aan zijn zuster, dat hij inschatte dat de voltooiing van de compositie bij fulltime werk nog wel drie jaar in beslag nam, maar er moest brood op de plank komen. Daardoor verschenen er van zijn hand een aantal werkjes, die minder arbeidsintensief waren. In 1935 keerde Jón terug naar IJsland en ging voor de omroep werken; had dusdoende vast inkomen en ging weer aan de slag. Ondertussen liep zijn huwelijk op de klippen. Door het vele componeren in de baas-zijn-tijd verloor uiteindelijk Jón zijn vaste inkomsten en hij is weer terug bij af. Uiteindelijk is Edda deel 1 in 1939 af. Waren de problemen tot nu toe van compositorische aard; in 1939 zat niet niemand op dit werk te wachten. Iedereen raakte betrokken bij de Tweede Wereldoorlog, zo ook de Duitse muziekuitgeverij van Jón. Tegelijkertijd maakte de versie van Richard Wagner in muziekland Duitsland zijn opwachting; Der Ring des Nibelungen over een soortgelijk thema. Alles bij elkaar komt het erop neer dat er geen publicatie plaatsvindt in die tijden.

### Première
Een datum van de première is ook al niet te geven. Men had een uitvoering in gedachten in Kopenhagen in mei 1952; dertien jaar nadat het stuk gereedkwam. Echter de muziek bleek dermate moeilijk voor uitvoerders en toehoorders, dat besloten werd alleen maar delen 7 en 8 uit te voeren. Als het werk in 1982 op tournee gaat komt het bijna tot een totaaluitvoering in Spanje, maar ook dat ging niet door; alleen delen 1, 5 en 6 werden uitgevoerd.

## Compositie
De compositie bestaat uit dertien delen. In tegenstelling tot Wagners versie van de schepping van de Aarde in zijn hoogromantische stijl, kent de versie van Leifs geen melodielijnen. Bij de uitvoering is Spanje gaven Spanjaarden het commentaar, dat het werk meer leek op de ontstaansgeschiedenis van IJsland zelf. Deel (1) begint met ijle noten bij blazers en strijkers, maar binnen enkel seconden volgen rake klappen op percussie en is het gedaan met rustige muziek. De muziek kent bijna geen melodielijnen meer; de zangers proclameren meer dan dat ze zingen en van alle kanten komen vreemde akkoorden en klanken. De aritmische muziek zorgt ervoor dat er geen moment van rust is, opgestarte fragmenten worden door het percussiegeweld abrupt beëindigd. Dat kan ook niet anders, de verhalen gaan over reuzen (Ymir) en goden (Odin) en de schepping van de Aarde met zee, aarde, hemel, zon, dag, nacht, ochtend etc. De enige rustperiode in het werk is de schepping van de nacht en ochtend in deel (8), met een lange fagotsolo. Daarna begint het verhaal op nieuw. Het slot is een inversie van deel (1); een aantal slagen op de trom en alleen de ijle klanken blijven over.

## Delen
1. Ár var alda (young were the years)
2. Ýmir
3. Þursa þjódar sjöt (Het paleis van de reuzen)
4. Auđhumla, Óđinn ok hans bræđr (Audhula, Odin en zijn Broers)
5. Sær (Zee)
6. Jörđ (Aarde)
7. Himinn, sól, dagr (lucht, zon, dag)
8. Nótt, morgunn (nacht, ochtend)
9. Ásgarđr, Askr ok Embla, Miđgarđr (Asgard, Ash en Embla, Midgard)
10. Scherzo. Allir menn urđut jafnspakir (Niet alle mensen zijn even verstandig)
11. Viđr, sumar, logn (Hout, zomer en kalmte)
12. Vetr ok vindr (winter en wind)
13. Finale, Ífing, níu heimar (Ifing, negen werelden)

Opmerking:
Ash en Embla zijn Adam en Eva in het scheppingsverhaal van de Edda.

## Instrumentatie
De instrumentatie is ook bijzonder:
- tenor
- bas-bariton
- gemengd koor
- 2x dwarsfluit + piccolo; 2x hobo + Engelse hoorn ; 3 x klarinet; 3x fagot + contrafagot
- 2x hoorn; 2x trompet, 2x trombone, 1x tuba
- 4x lur, pauken, 3x percussie, harp, kerkorgel, doedelzak en ocarina
- strijkers.

## Vervolg
Jón schreef uiteindelijk ook nog deel 2 (1966). Onvoltooid bleef deel 3 en aan deel 4 kwam hij helemaal niet toe.

## Bron en discografie
- Uitgave Bis Records: Hermann Bäumer met het IJslands Symfonie Orkest, Schola Cantorum met solisten: Gunnar GuÐBjörnsson (tenor) en Bjarni Thor Krinstinsson (bas-bariton)